# Grupo Aeroportuario de Chiapas
El Grupo Aeroportuario de Chiapas es un grupo aeroportuario constituido para operar los aeropuertos del estado de Chiapas. El Grupo Aeroportuario de Chiapas (GAC), es una empresa creada con aportaciones tanto del Gobierno del estado de Chiapas (51%) como del Gobierno Federal (49%). El grupo opera actualmente solamente el Aeropuerto Internacional de Tuxtla. Anteriormente también administró el Aeropuerto Internacional de Palenque, el cual fue transferido a la Secretaría de la Defensa Nacional (Sedena) en 2021.

## Aeropuertos operados por GAC
| Aeropuertos operados por GAC TGZ   |                  |         |      |      |
| Aeropuerto                         | Ciudad           | Estado  | ICAO | IATA |
| Aeropuerto Internacional de Tuxtla | Tuxtla Gutiérrez | Chiapas | MMTG | TGZ  |

Es una empresa constituida bajo Sociedad Anónima con participación del 51% por parte del Gobierno del Estado de Chiapas, y 49% del Gobierno Federal.

## Número de pasajeros
Número de pasajeros por aeropuerto al año 2023:
| Número | Aeropuerto                         | Ciudad           | Estado  | Pasajeros |
| ------ | ---------------------------------- | ---------------- | ------- | --------- |
| 1      | Aeropuerto Internacional de Tuxtla | Tuxtla Gutiérrez | Chiapas | 1,784,010 |
| Total  |                                    |                  |         | 1,784,010 |